# Ihringen
Ihringen ist eine Gemeinde im Landkreis Breisgau-Hochschwarzwald im Südwesten Baden-Württembergs. Hauptort ist Ihringen am Kaiserstuhl.

## Geographie

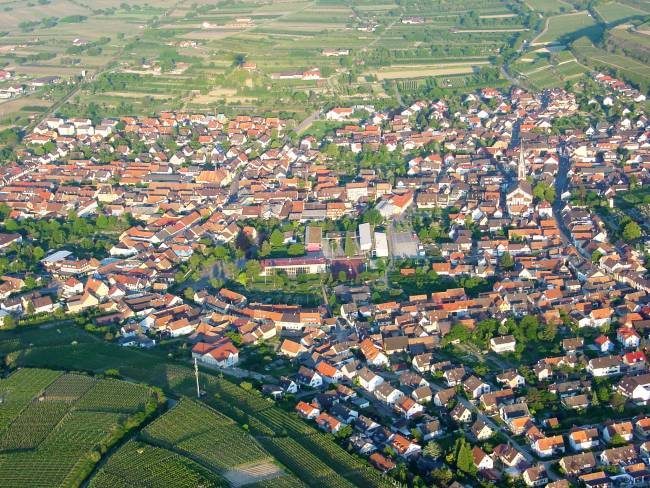
Luftbild von Ihringen

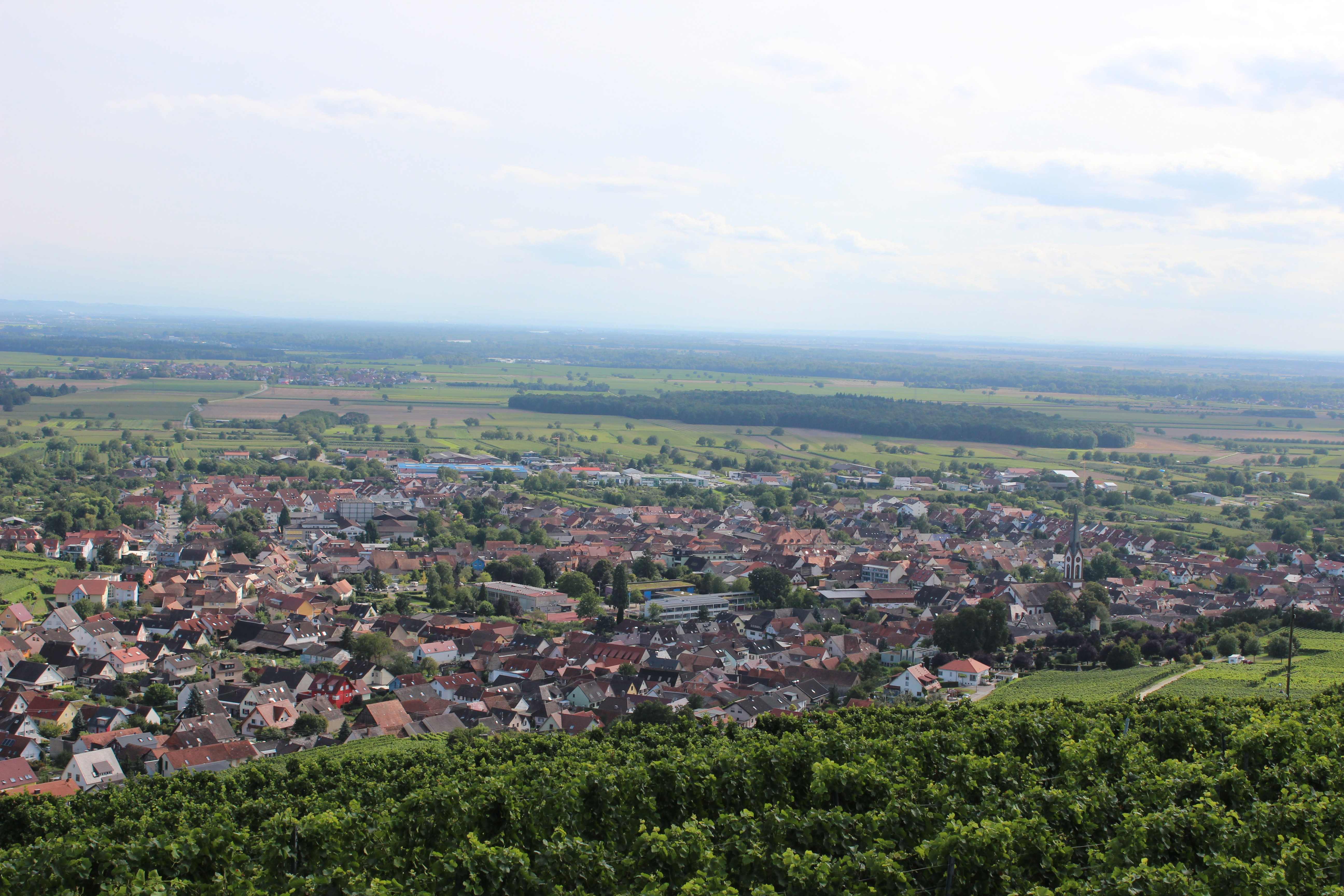
Blick vom Kaiserstuhl auf Ihringen am Kaiserstuhl

### Lage
Die Gemeinde liegt westlich von Freiburg im Breisgau, am Südhang des Kaiserstuhls. Sie ist als Weinanbauort bekannt. In direkter, geographischer Umgebung von Ihringen findet sich die höchste Erhebung des Kaiserstuhls, der Totenkopf.

### Klima
Durch die geschützte Lage am Kaiserstuhl, die hohe Anzahl Sonnenstunden und die milden Winter mit wenigen Eistagen erreicht Ihringen eine Jahresmitteltemperatur von rund 12 °C und ist damit einer der wärmsten Orte in Deutschland. Diese klimatischen Bedingungen begünstigen den Weinbau. Es gedeihen Mandelbäume, verschiedene Palmenarten, Kakteen und Südfrüchte. Seltene Tiere wie Gottesanbeterinnen, Smaragdeidechsen und Bienenfresser fühlen sich hier ebenso so zu Hause.
Das Klima in dieser Gegend ist gemäßigt und weist mediterranen/subtropischen Einfluss auf. Nach der Klimaklassifikation nach Köppen und Geiger ist das Klima ozeanisch (Cfb) mit ganzjährig ausreichenden Niederschlägen. Die mittleren Temperaturen im Juli und August liegen knapp unter 22 °C.
|                        | Jan  | Feb  | Mär  | Apr  | Mai   | Jun  | Jul  | Aug  | Sep  | Okt   | Nov  | Dez  |   |       |
| Mittl. Temperatur (°C) | 3,4  | 4,8  | 7,9  | 11,5 | 16,4  | 20,3 | 21,1 | 20,6 | 16,4 | 12,8  | 7,1  | 3,7  | ⌀ | 12,2  |
| Mittl. Tagesmax. (°C)  | 5,9  | 7,9  | 11,8 | 16,5 | 21,3  | 25,5 | 26,0 | 25,4 | 20,9 | 16,5  | 9,9  | 5,9  | ⌀ | 16,2  |
| Mittl. Tagesmin. (°C)  | 1,0  | 1,6  | 4,0  | 6,7  | 11,6  | 15,0 | 16,2 | 15,7 | 11,9 | 9,1   | 4,4  | 1,4  | ⌀ | 8,3   |
|                        |      |      |      |      |       |      |      |      |      |       |      |      |   |       |
| Niederschlag (mm)      | 43,7 | 42,8 | 68,0 | 68,3 | 105,5 | 77,8 | 93,0 | 92,2 | 79,5 | 101,0 | 71,7 | 42,1 | Σ | 885,6 |
|                        |      |      |      |      |       |      |      |      |      |       |      |      |   |       |
| Sonnenstunden (h/d)    | 2,4  | 3,5  | 4,5  | 5,8  | 6,5   | 8,4  | 7,8  | 7,2  | 5,7  | 3,8   | 2,4  | 2,0  | ⌀ | 5     |
|                        |      |      |      |      |       |      |      |      |      |       |      |      |   |       |
| Regentage (d)          | 13   | 10   | 15   | 14   | 17    | 16   | 12   | 13   | 11   | 14    | 14   | 14   | Σ | 163   |

| 1,0 |

| 1,6 |

| 4,0 |

| 6,7 |

| 11,6 |

| 15,0 |

| 16,2 |

| 15,7 |

| 11,9 |

| 9,1 |

| 4,4 |

| 1,4 |

| 1,0 |

| 1,6 |

| 4,0 |

| 6,7 |

| 11,6 |

| 15,0 |

| 16,2 |

| 15,7 |

| 11,9 |

| 9,1 |

| 4,4 |

| 1,4 |

### Nachbargemeinden
Ihringen grenzt im Norden an die Stadt Vogtsburg, im Nordosten an Bötzingen, im Osten an Gottenheim, im Südosten an Merdingen sowie im Süden und Westen an die Stadt Breisach am Rhein. Alle Nachbargemeinden gehören zum Landkreis Breisgau-Hochschwarzwald.

### Gemeindegliederung
Die Gemeinde besteht aus den Ortsteilen Ihringen am Kaiserstuhl und Wasenweiler. Die Ortsteile sind räumlich identisch mit den Gemeinden gleichen Namens vor der baden-württembergischen Gemeindereform in den 1970er Jahren. Die offizielle Benennung der Ortsteile erfolgt durch vorangestellten Namen der Gemeinde und mit Bindestrich verbunden nachgestellt der Name des jeweiligen Ortsteils. Die beiden Ortsteile bilden zugleich die Wohnbezirke Wohnbezirk Ihringen (oder Wohnbezirk I) und Wohnbezirk Wasenweiler (oder Wohnbezirk II) im Sinne der baden-württembergischen Gemeindeordnung. Der Ortsteil Wasenweiler ist eine Ortschaft im Sinne der baden-württembergischen Gemeindeordnung mit eigenem Ortschaftsrat und einem Ortsvorsteher als dessen Vorsitzendem.
Zum Ortsteil Ihringen am Kaiserstuhl gehören das Dorf Ihringen, Schloss und Hof Liliental (Lilienhof) und die Wohnplätze Blankenhornsberg und Sauwasen. Zum Ortsteil Wasenweiler gehören das Dorf Wasenweiler, Kapelle und Haus Neunkirch und der Wohnplatz Bahnstation Wasenweiler. Auf dem Gebiet des Ortsteils Ihringen liegen die abgegangenen bzw. in andere Orte aufgegangenen ehemaligen Ortschaften Bachheim, Breitingen, Brettweiler, Brütheim, Güttisried, Kettingen, Nordheim, Ostheim, Riedheim, Schachheim, Schenningen, Scherkofen, Westheim und Wolptal, dessen Existenz jedoch nur vermutet wird.

### Aussiedlungen
Außerdem gehören zu Ihringen auch die Ortsteile Martinshöfe sowie Lilienhof (Liliental), wo sich auf 25 ha auch ein staatliches Versuchsgelände der Abteilung Waldökologie der Forstlichen Versuchs- und Forschungsanstalt Baden-Württemberg befindet, das öffentlich zugänglich ist.
Des Weiteren bestehen die Aussiedlungen Lenzenberg, das Staatsweingut Blankenhornsberg sowie mehrere Aussiedlerhöfe rund um Ihringen.

## Geschichte

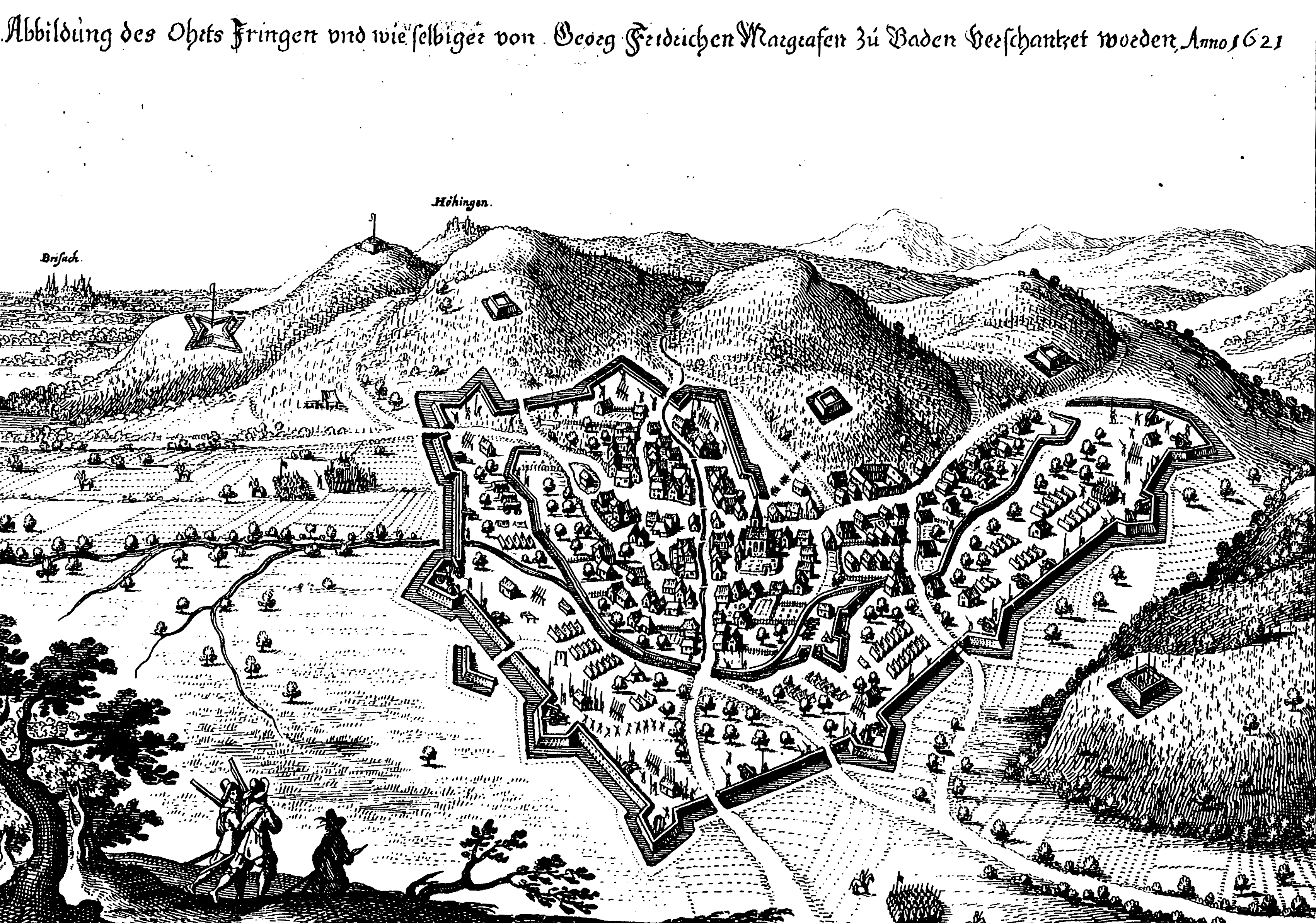
Ihringen 1621

Eine umfangreiche Besiedlung bereits in ur- und frühgeschichtlicher Zeit zeichnet Ihringen aus. Auf der Niederterrasse etwa 500 Meter südwestlich des Ortes liegt die größte keltische Grabhügelgruppe der südbadischen Oberrheinebene. Es fanden sich Gräber ab der mittleren Bronzezeit, also ab ca. 1500 v. Chr. Es überwiegen aber die keltischen Bestattungshügel aus der Zeit zwischen ca. 850 und 250 v. Chr.
1974 wurde während einer Flurbereinigung auf einer an drei Seiten durch steile Hänge geschützten Kuppe des Kaiserstuhls etwa 500 Meter nordwestlich des Ortes eine befestigte keltische Höhensiedlung mit zahlreichen Funden ausgegraben. Sie wird zwischen 600 und 500 v. Chr. datiert. Zwischen dieser als Herrensitz zu deutenden Siedlung und dem großen Grabhügelfeld, das in Sichtweite in der Ebene liegt, bestand höchstwahrscheinlich ein Zusammenhang.
Neben einzelnen römischen Siedlungsstellen wurden an verschiedenen Stellen von Ihringen merowingerzeitliche Gräber des 7. Jahrhunderts n. Chr. entdeckt, die auf die frühe Gründung des Ortes und seiner im Mittelalter abgegangenen Ortsteile hinweisen.
Ihringen wurde erstmals 962 als Uringa urkundlich erwähnt. Über die Markgrafschaft Baden-Durlach kam es zum Großherzogtum Baden.
Wasenweiler wurde 1000 n. Chr. als Uuasenuuilara erstmals urkundlich genannt. Seine Geschichte ist stark durch den Deutschen Orden bestimmt: Die Deutschordenskommende Freiburg hatte von 1297/98 bis 1806 als Teil von Vorderösterreich die Obervogteirechte über den Ort inne. Seit 1952 gehören beide Orte zu Baden-Württemberg.
Im Zuge der Gemeindereform wurde die Gemeinde Wasenweiler am 1. Juli 1974 in die westliche Nachbargemeinde Ihringen eingemeindet. Die unterschiedlichen Herrschaftsverhältnisse im Laufe der Geschichte (Baden-Durlach evangelisch, Deutscher Orden katholisch) erklären die unterschiedliche konfessionelle Ausrichtung der beiden Weinbaugemeinden.

## Religionen

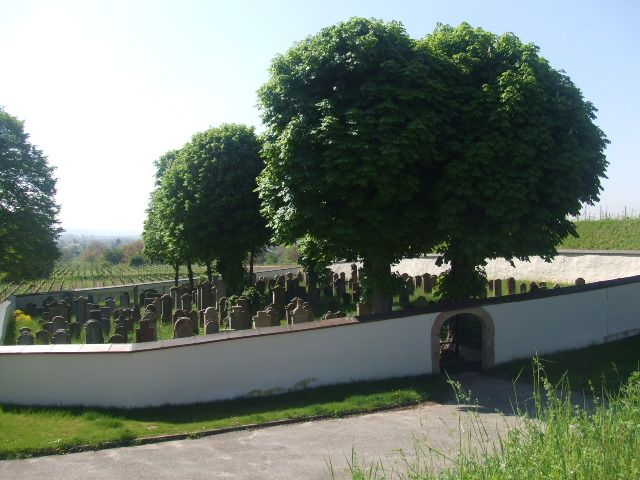
Jüdischer Friedhof Ihringen

Während Ihringen seit der Reformation evangelisch geprägt ist, war der Ortsteil Wasenweiler stets römisch-katholisch.
Darum ist in den beiden Ortsteilen jeweils eine entsprechende Kirche zu finden. In Ihringen steht die evangelische Kirche, neu erbaut 1874. In Wasenweiler liegt am Berg die katholische Kirche Mariä Himmelfahrt, 1823 durch den Baumeister Christoph Arnold im Stil Friedrich Weinbrenners erbaut.
Zur Evangelischen Kirchengemeinde gehören ca. 3200, zur Katholischen Pfarrgemeinde ca. 1600 Einwohner aus Ihringen und Wasenweiler.
In Ihringen gab es bis 1938 auch eine jüdische Gemeinde. 1925 gehörten ihr 125 Personen an, 3,7 % der Gesamtbevölkerung. Mittelpunkt für die Gemeinde war eine 1864 fertiggestellte Synagoge, die einen Vorgängerbau ersetzte. Wie andernorts wurde auch dieses Bauwerk in der Pogromnacht durch Brandstiftung zerstört. Die Namensgebung des Synagogenplatzes erinnert daran. Der Gemeinde gehörte auch ein Friedhof, der westlich von Ihringen auch heute noch besteht. Er wurde 1990 und erneut 2007 stark geschändet. Beschädigungen und nationalsozialistische Parolen und Symbole ließen auf Urheber aus Neonazi-Kreisen schließen.

## Politik

### Gemeinderat
In Ihringen wird der Gemeinderat nach dem Verfahren der unechten Teilortswahl gewählt. Dabei kann sich die Zahl der Gemeinderäte durch Überhangmandate verändern. Der Gemeinderat in Ihringen hat nach der letzten Wahl 20 Mitglieder (vorher 18). Die Kommunalwahl am 26. Mai 2019 führte zu folgendem vorläufigen Endergebnis. Der Gemeinderat besteht aus den gewählten ehrenamtlichen Gemeinderäten und dem Bürgermeister als Vorsitzendem. Der Bürgermeister ist im Gemeinderat stimmberechtigt.
| Parteien und Wählergemeinschaften | Parteien und Wählergemeinschaften           | % 2024 | Sitze 2024 |        | % 2019 | Sitze 2019 |
| CDU                               | Christlich Demokratische Union Deutschlands | 28,2   | 5          | 38,1   | 8      |            |
| SPD                               | Sozialdemokratische Partei Deutschlands     | –      | −          | 31,2   | 6      |            |
| Grüne                             | Bündnis 90/Die Grünen                       | 20,5   | 4          | 30,7   | 4      |            |
| BL                                | BürgerListe plus Ihringen & Wasenweiler     | 34,7   | 6          | −      | –      |            |
| Wir                               | W. I. R. Wasenweiler Ihringen Regional      | 16,6   | 3          | −      | –      |            |
| Gesamt                            | Gesamt                                      | 100    | 20         | 100    | 18     |            |
| Wahlbeteiligung                   | Wahlbeteiligung                             | 67,7 % | 67,7 %     | 66,8 % | 66,8 % |            |

- BL: 6
- Grüne: 4
- Wir: 3
- CDU: 5

### Wappen
Ihringen
Blasonierung des Ihringer Wappens: „In gespaltenem Schild vorn in Gold (Gelb) ein roter Schrägbalken, hinten in Rot über einem silbernen (weißen) Rebmesser eine gestürzte goldene (gelbe) Weintraube am Stiel.“ Der rote Schrägbalken in Gold ist ein Hinweis auf die Herrschaft der Markgrafen von Baden-Durlach. Traube und Rebmesser wiesen auf den Ort als Weinbaugemeinde hin.
Wasenweiler
Das Wappen von Wasenweiler zeigt entsprechende Elemente: Das schwarze Tatzenkreuz auf silbernem Grund verweist auf die Jahrhunderte dauernde Ortsherrschaft des Deutschen Ordens. Im kleinen Herzschild weist eine blaue Traube am grünen Stil auf goldenem Grund auf die lange Weinbautradition hin.

### Partnerschaften
- Munster (Haut-Rhin) im Elsass
- Ruhpolding
- Wattwiller im Elsass

## Wirtschaft und Infrastruktur

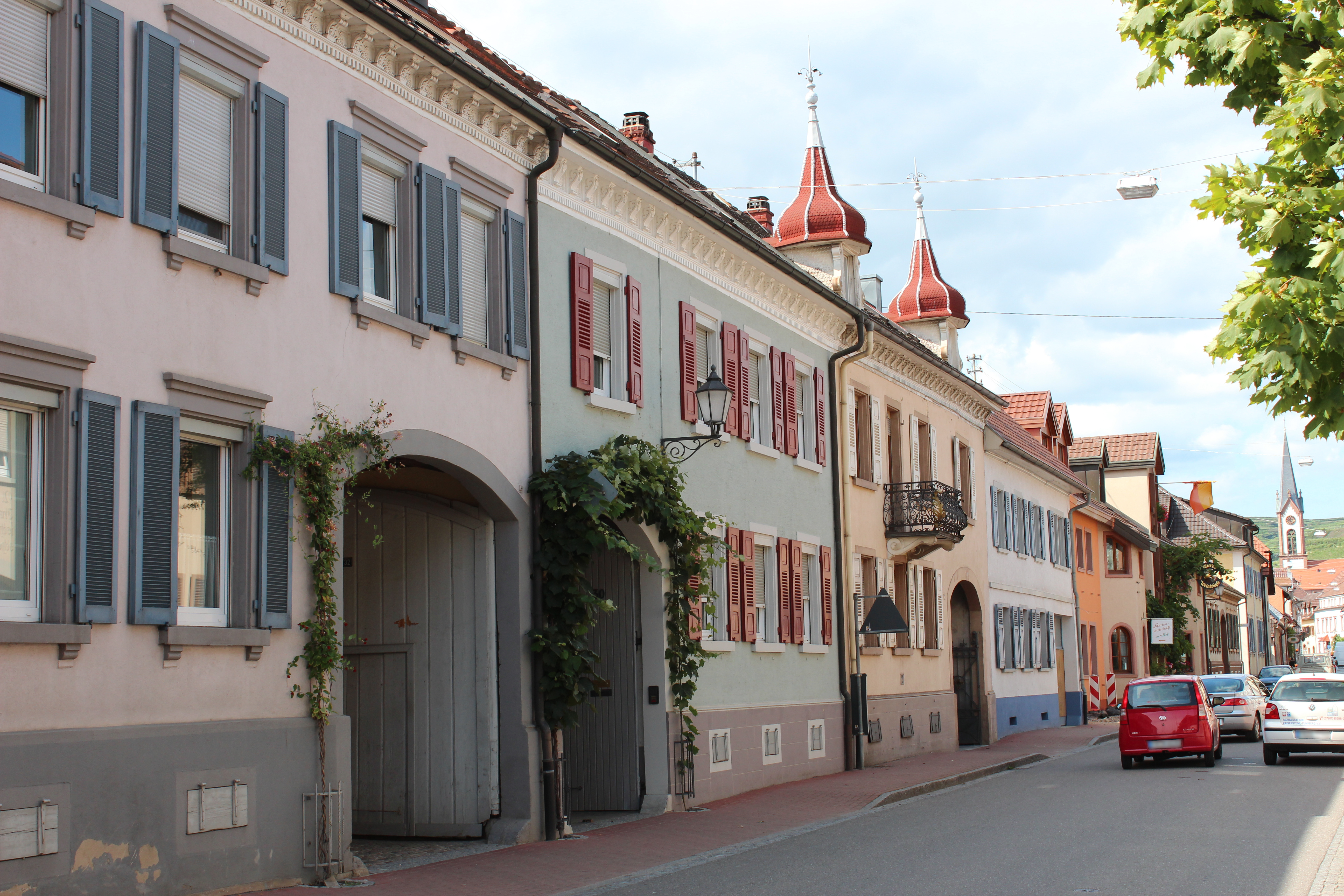
Straßenzug zur Evangelischen Kirche

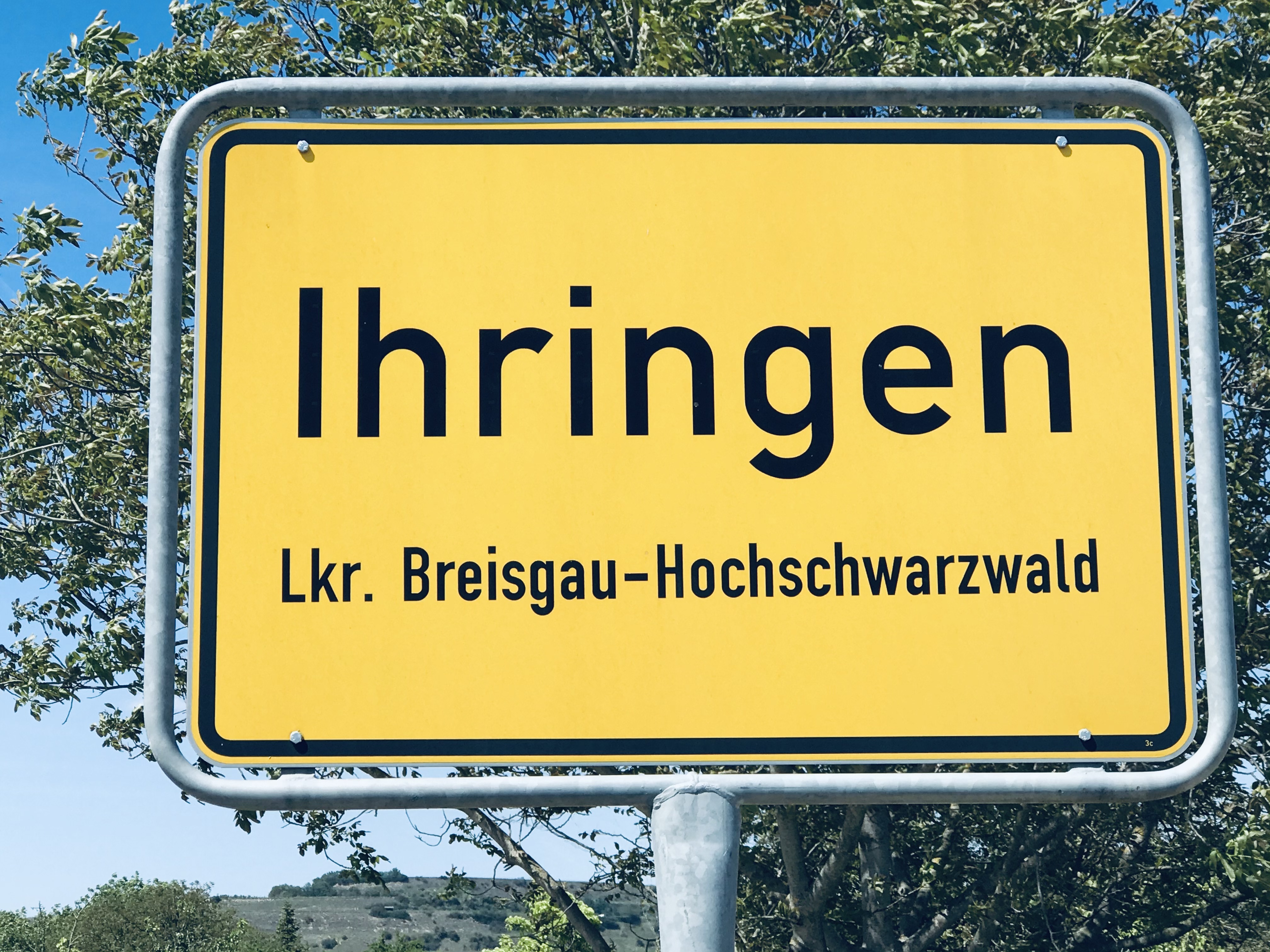
Ihringer Ortseingangsschild

### Verkehr

#### Bahnverkehr
Die Teilorte liegen beide an der Breisacher Bahn. Die Haltestellen werden tagsüber im Halbstundentakt angefahren. Auf der Strecke verkehrt die Breisgau-S-Bahn mit elektrischen Triebzügen.

#### Radverkehr
Durch eine Alltagsroute aus dem Radnetz Baden-Württemberg ist Ihringen mit Breisach und in der anderen Richtung über den Ortsteil Wasenweiler und über Gottenheim und Umkirch mit Freiburg verbunden.
Der Radschnellweg von Freiburg nach Breisach soll künftig entlang der Breisacher Bahn über Ihringen und Wasenweiler geführt werden und Wasenweiler mit Gottenheim verbinden.
Durch Ihringen verläuft als Landes-Radfernweg der Badische Weinradweg. Er führt von Grenzach-Wyhlen am Hochrhein nach Laudenbach im Norden Baden-Württembergs. Ab Schallstadt gibt es zwei Varianten; eine davon verläuft über Munzingen am Tuniberg entlang und an Merdingen vorbei nach Ihringen. Weiter verläuft sie über den Kaiserstuhl über Bickensohl und Oberrotweil nach Sasbach am Kaiserstuhl.
Vogtsburg ist über den Kaiserstuhlradweg westlich des Kaiserstuhls oder direkt über den Kaiserstuhl erreichbar. Von Wasenweiler führt parallel zur L 114 ein Radweg nach Bötzingen. Entlang der Kreisstraße verläuft ein Radweg von Ihringen nach Merdingen und entlang der L 134 nach Gündlingen.

### Wirtschaft
Eine zentrale Rolle in der Weinbaugemeinde spielt die Vermarktung des Weines, weshalb sich in beiden Ortsteilen außer den zahlreichen Weingütern auch jeweils eine eigene Winzergenossenschaft findet: die Kaiserstühler Winzergenossenschaft Ihringen eG sowie die Wasenweiler Winzer eG. Die Wasenweiler Winzer eG besteht seit 1935, ist ein Zusammenschluss von rund 200 Winzerfamilien mit 70 Hektar Rebfläche. Hauptrebsorte ist der Spätburgunder.
Zudem ist im Ortsteil Wasenweiler der Landmaschinenhersteller Sauerburger beheimatet.

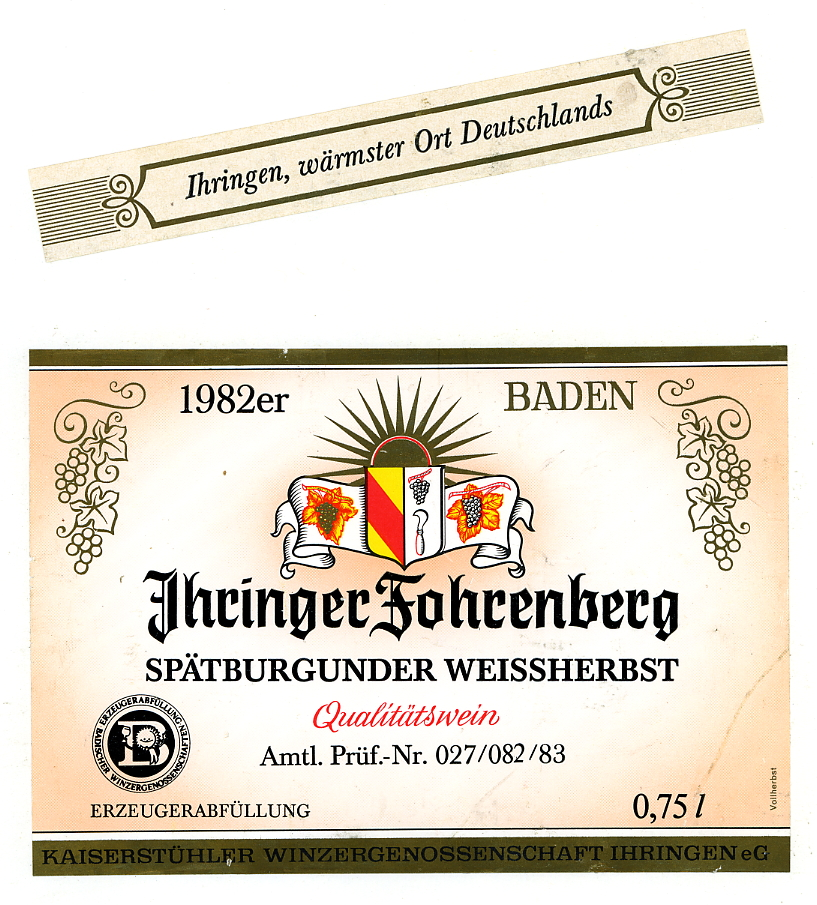
Ihringer Spätburgunder, vom wärmsten Ort Deutschlands

### Behörden

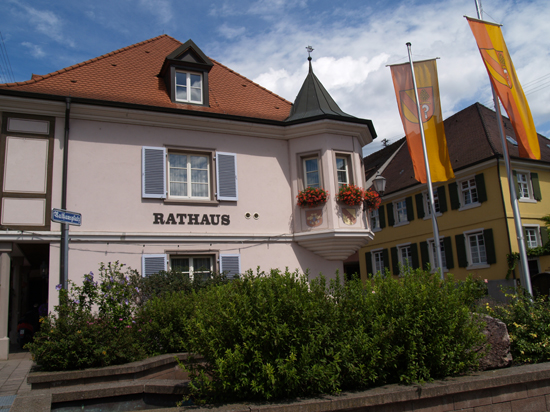
Ihringer Rathaus

Das Rathaus der Gemeinde mit Einwohnermeldeamt, Standesamt, Gewerberegister und Tourist-Information befindet sich in Ihringen an der Bachenstraße.
Das Gebiet der Gemeinde Ihringen gehört zum Bezirk des Amtsgerichts Breisach.

### Bildung
Mit der Neunlindenschule gibt es in Ihringen eine Grund- und Gemeinschaftsschule. Im Ortsteil Wasenweiler besteht mit der Mambergschule eine reine Grundschule. Darüber hinaus gibt es mit der Albertschule auch eine Förderschule. Außerdem sind drei Kindergärten vorhanden, von denen einer durch die Evangelische Kirchengemeinde, ein anderer durch die Gemeinde Ihringen und der dritte durch die Evangelische Gemeinschaft betrieben wird.

## Kultur und Sehenswürdigkeiten

### Museen
Im Ihringer Heimatmuseum wird die Geschichte des dörflichen Lebens der Weinbaugemeinde gezeigt. Es besitzt auch Kleinfunde aus römischer Zeit.

### Gedenkstätten
Ein Gedenkstein unweit des früheren Standortes der Synagoge Bachenstraße 15/17 erinnert an das beim Novemberpogrom 1938 von SA-Männern zerstörte jüdische Gotteshaus.

### Musik
Es bestehen mehrere Orchester, der Fanfarenzug Kaiserstühler Herolde Ihringen, der Musikverein Ihringen, der Posaunenchor der Ev. Gemeinschaft und im Ortsteil Wasenweiler die Winzerkapelle. Weiterhin gibt es einen Männergesangsverein. Außerdem ist die Gemeinde als Trägerin beteiligt an der Jugendmusikschule Westlicher Kaiserstuhl-Tuniberg e. V.

### Bauwerke
Ältestes monumentales Gebäude ist die spätgotische Friedhofskapelle St. Vitus im Ortsteil Wasenweiler. Sie besitzt im Chor Wandgemälde der Apostel, im Schiff Wandgemälde mit Szenen aus dem Leben des heiligen Vitus. Im Chorraum steht ein Sakramentshäuschen von 1507.
Die römisch-katholische Pfarrkirche Mariä Himmelfahrt in Wasenweiler wurde 1823 von Christoph Arnold im Weinbrennerstil gebaut, enthält aber ältere, vor allem barocke Skulpturen.
Die evangelische Kirche im Ortsteil Ihringen stammt aus den Jahren 1874 bis 1877 und wurde 1975/76 von Valentin Peter Feuerstein aus Neckarsteinach mit an Chagall erinnernden Glasfenstern ausgestattet. Im Nordschiff finden sich zehn alttestamentliche Themen von der Schöpfung bis zu den Propheten, im Südschiff zwölf Evangelienfenster, im östlichen Chorraum das Dreifaltigkeitfenster, auf der westlichen Empore zwei Fenster mit Darstellungen aus der Offenbarung des Johannes. Die Orgel erlaubt dem Organisten mittels einer komplexen Mechanik der Pedale während des Spielens den Blick zum Altar.
Am östlichen Ortsrand von Wasenweiler steht die St. Anton-Kapelle, die der Opfer der beiden Weltkriege gedenkt.

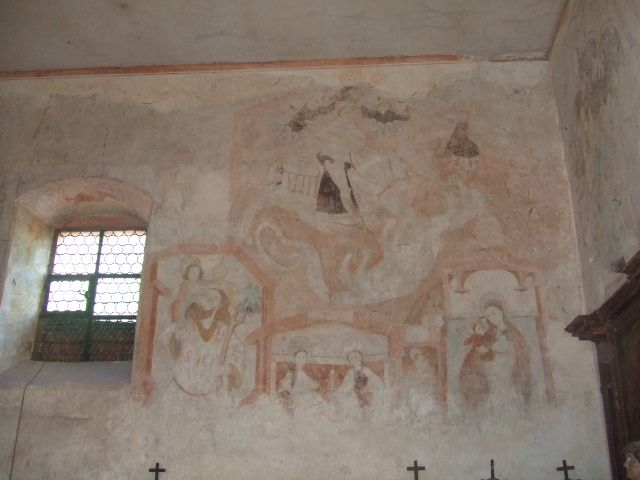
Kapelle St. Vitus in Wasenweiler: mittelalterliche Fresken mit der Vituslegende
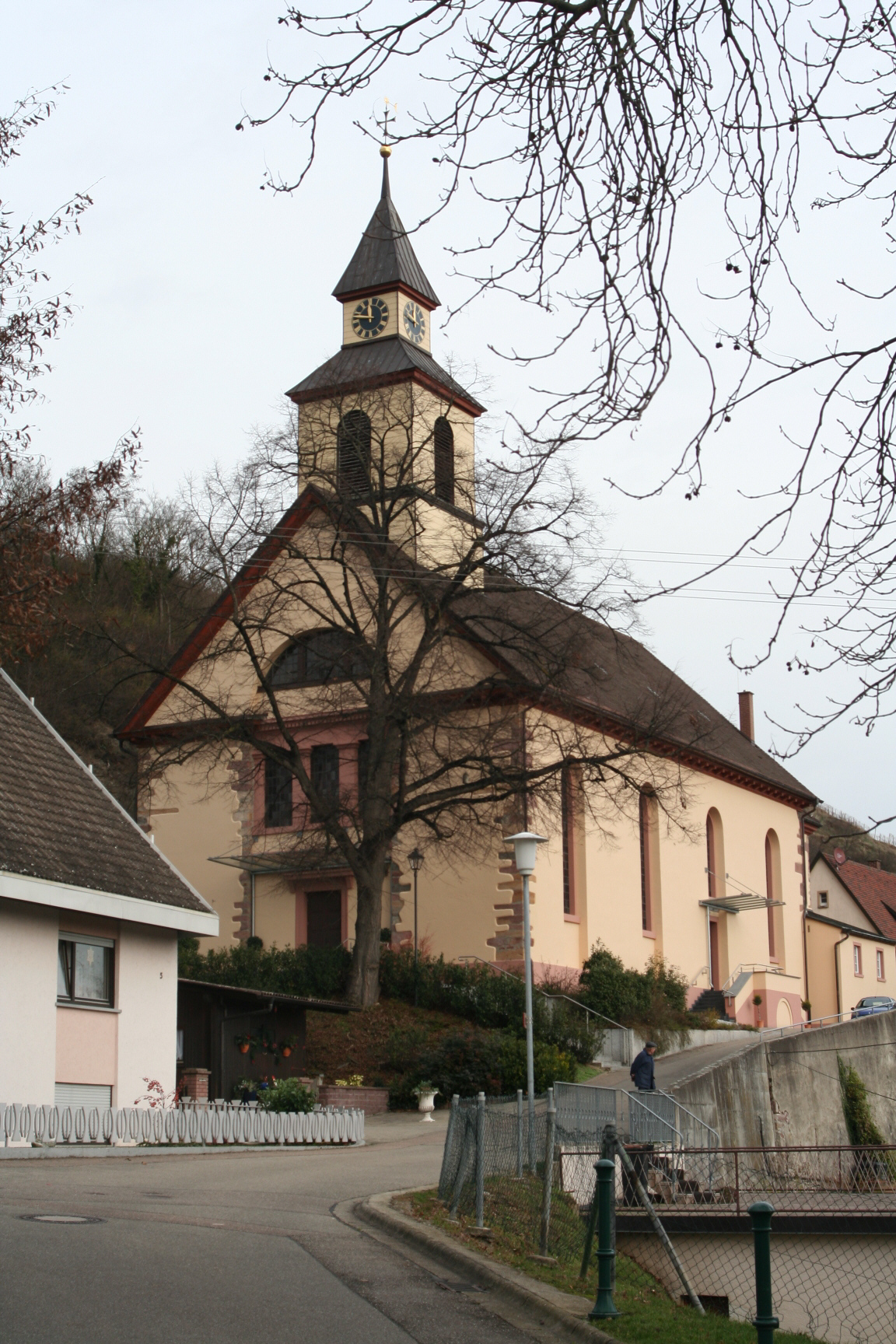
Kirche Mariä Himmelfahrt in Wasenweiler
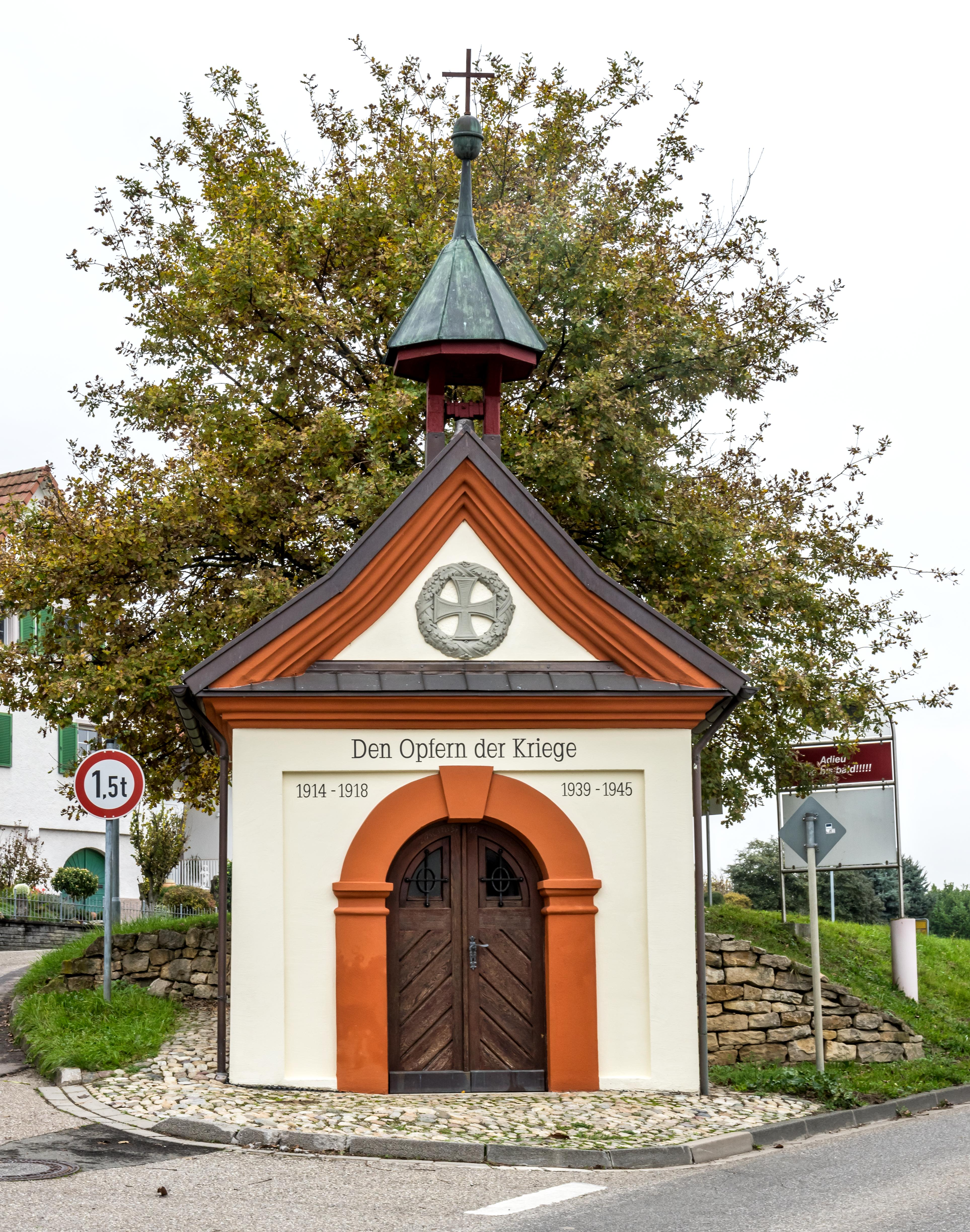
Kapelle St. Anton in Wasenweiler
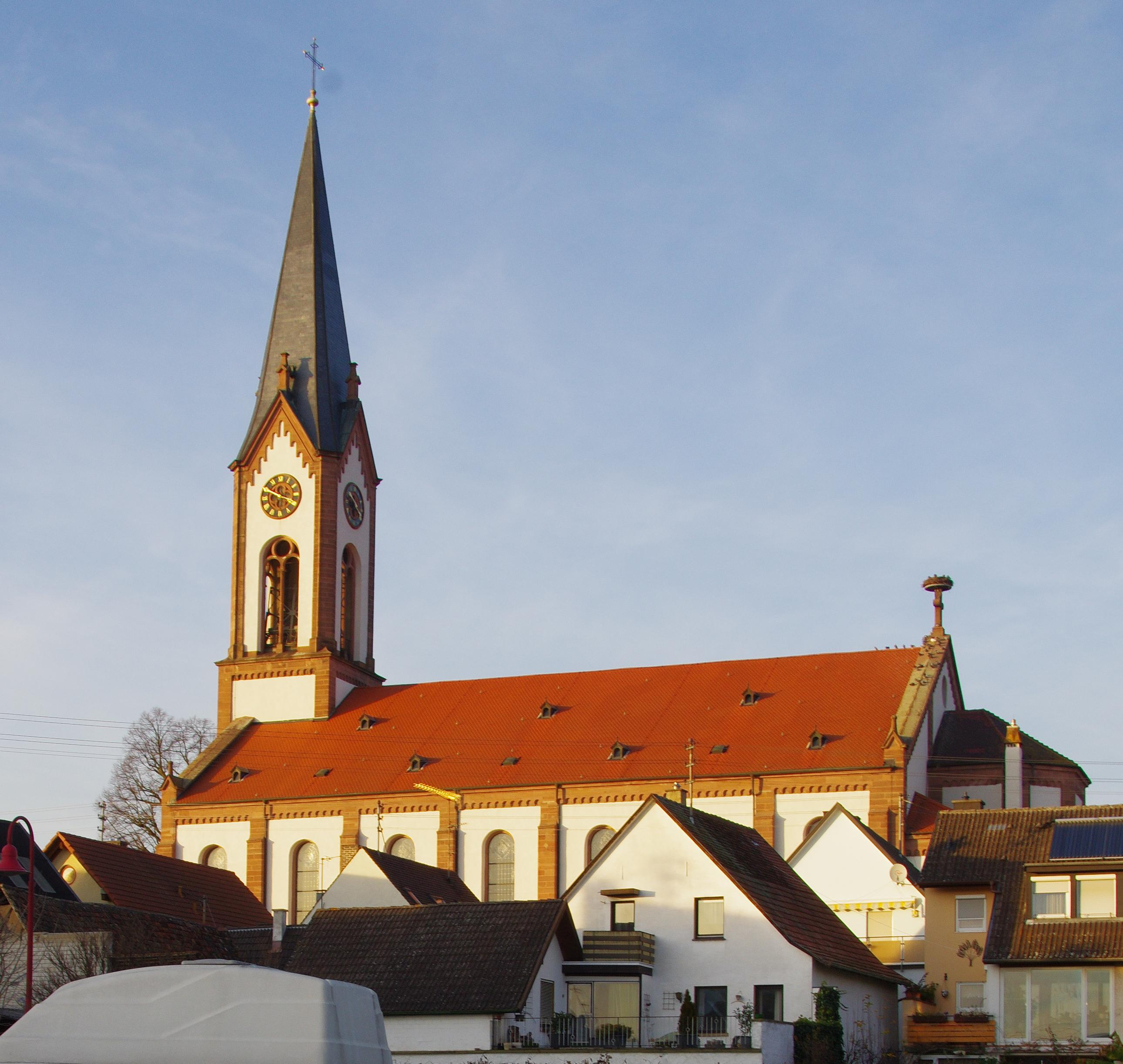
Evangelische Kirche in Ihringen
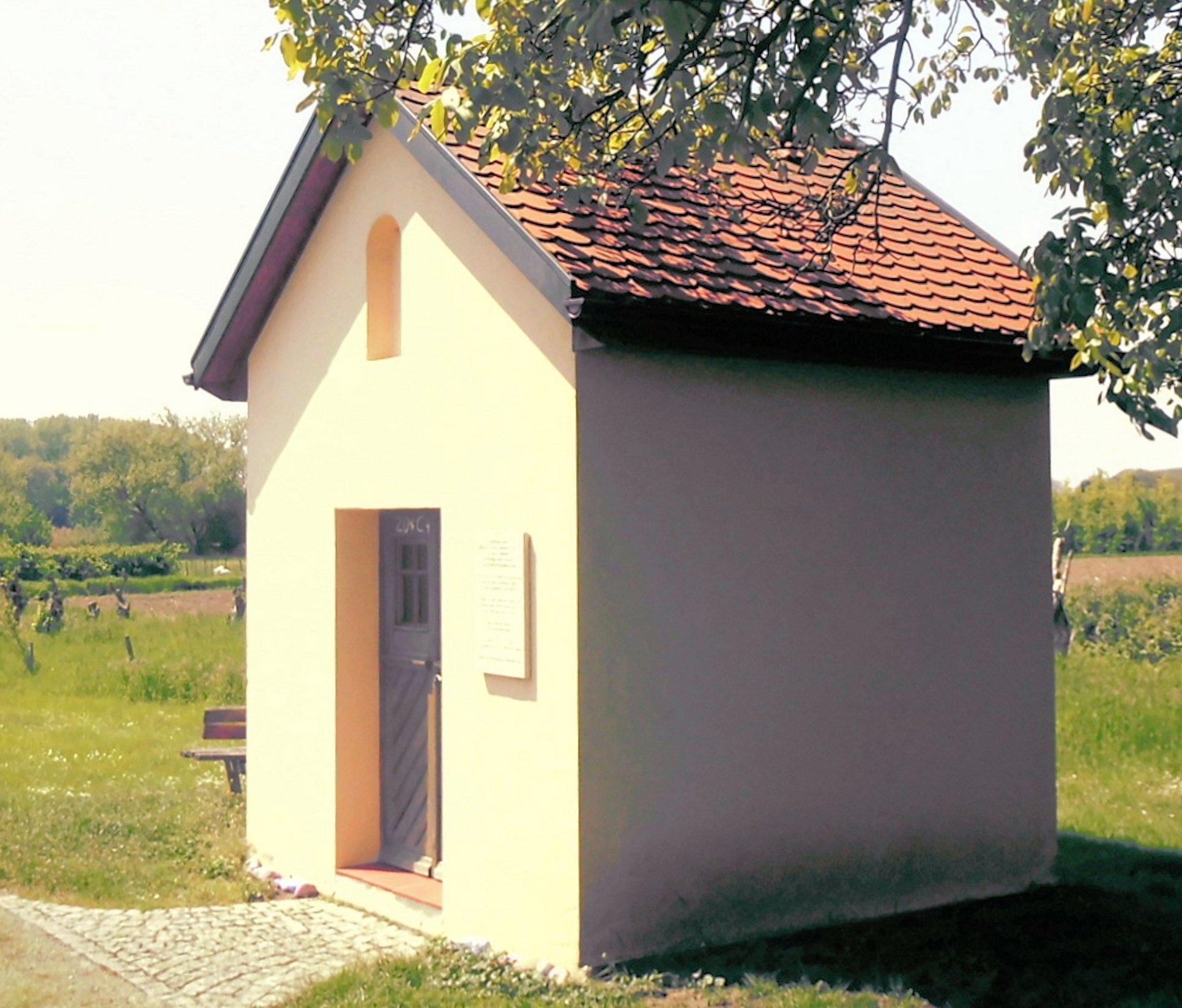
St.-Anna-Kapelle in Wasenweiler

## Regelmäßige Veranstaltungen

### Ihringer Weintage

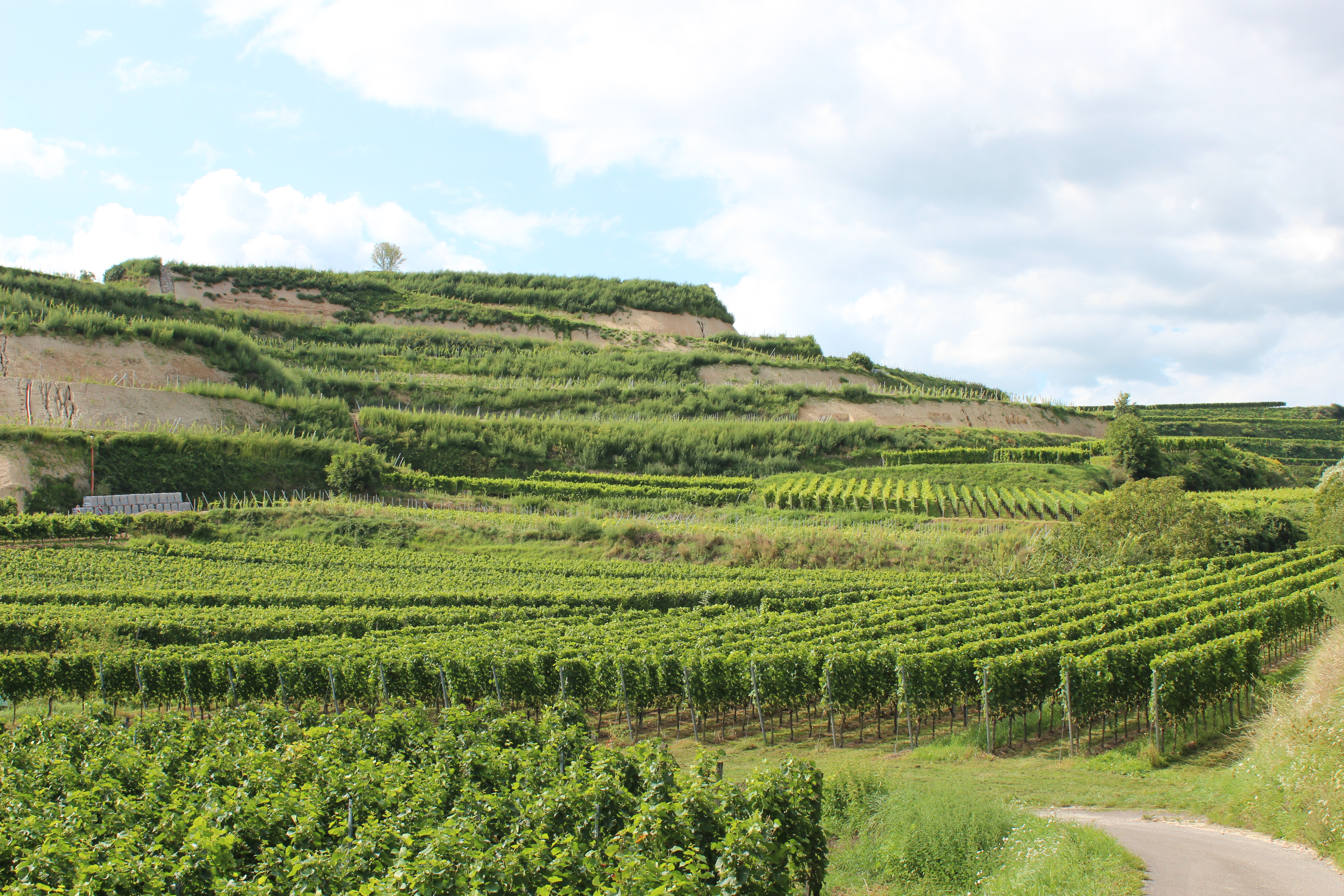
Weinberg bei Ihringen

Jeden Frühsommer, immer am Wochenende nach Fronleichnam, finden die Ihringer Weintage statt. Da Ihringen selbst ein überwiegend evangelischer Ort ist, wird der Fronleichnamstag von den veranstaltenden Vereinen zum Aufbau in den geschlossenen Höfen der Bachenstraße genutzt, wo die Weintage alljährlich stattfinden.

### Weihnachtskonzert
Alljährlich am letzten Adventssonntag vor Heiligabend findet in der evangelischen Kirche das traditionelle Konzert des Musikvereins Ihringen e. V. unter Mitwirkung des evangelischen Kirchenchores statt.

## Film
- Herbstausklang am Kaiserstuhl. Dokumentarfilm, Deutschland, 2014, 29:43 Min., Buch: Olaf Jahnke, Frank Müller, Frank Siemoneit, Kamera: Gerd Bleichert, Konrad Frick, Siegfried Maier, Moderation: Eva Gnädig, Produktion: SWR, Reihe: Treffpunkt, Erstsendung: 26. Oktober 2014 bei SWR, Inhaltsangabe von ARD.

Im September 2019 wurden Szenen des Schwarzwald-Tatorts Rebland, der ein Jahr später erstgesendet wurde, in und um Ihringen gedreht.

## Persönlichkeiten

### Ehrenbürger von Ihringen
Im Juli 1932 wurde Adolf Hitler die Ehrenbürgerschaft von Ihringen verliehen und damit noch vor der Machtergreifung der Nationalsozialisten in Deutschland. In der Sitzung des Gemeinderats vom 15. April 1991 wurde in einem einstimmigen Beschluss bekräftigt, dass das Ehrenbürgerrecht für Adolf Hitler mit dessen Tod erloschen ist.

### Söhne und Töchter der Gemeinde
- Adolf Willareth (* 1874 in Ihringen; † 1953 in Heidelberg), Pädagoge, Handelsschul-Direktor
- Jakob Schneider (* 1994 in Ihringen), Ruderer, Welt- und Europameister

### Mit Bezug zu Ihringen
- Karl Heinrich Schäfer (* 1838; † 1922), Orgelbauer, schuf die Orgel der evangelischen Kirche Ihringen
- Adolph Blankenhorn (* 1843 in Müllheim (Baden); † 1906 in Konstanz), Önologe, habilitierte über die Geschichte und Bewirthschaftung des Rebgutes Blankenhornsberg bei Ihringen
- Gustav Großklaus (* 1882; † 1963), Winzer in Ihringen, Pionier des Genossenschaftswesens in Deutschland
- Arnold Fanck (* 1889 in Frankenthal/Pfalz; † 1974 in Freiburg im Breisgau), Geologe, Fotograf, Kameramann, Autor sowie Filmregisseur - und produzent, lebte auf dem Lilienhof bei Ihringen
- Ernst Petersen (* 1906 in Freiburg im Breisgau; † 1959 in Ihringen), Architekt und Schauspieler
- Hermann Brommer (* 1926 in Bühl; † 2012 in Waldkirch), Lehrer und Kunsthistoriker, war Schulleiter in Ihringen
- Wolfgang Trust (* 1926 in Karlsruhe; † 1986 in Baden-Baden), Grafiker und Bildhauer, schuf eine begehbare Brunnenanlage in Ihringen
- Helga Axt (* 1937 in Bad Ems), Schachspielerin, war Lehrerin in Ihringen
- Helmut Buhsfeld (* 1951), Fußballspieler und -trainer, lebt in Ihringen
- Reinhold Pix (* 1955 in Stuttgart), Abgeordneter im Landtag von Baden-Württemberg, lebt in Ihringen
- Hugo Rendler (* 1957 in Stühlingen), Hörspiel-, Drehbuch-, Roman- und Theaterautor, lebt in Ihringen